# Epigynopteryx scotti
Epigynopteryx scotti là một loài bướm đêm trong họ Geometridae.